# Raumonjärvi
Raumonjärvi är en sumpmark i Finland. Den ligger i Torneå i landskapet Lappland, i den norra delen av landet, 600 km norr om huvudstaden Helsingfors.